# Metalectra verrucata
Metalectra verrucata là một loài bướm đêm trong họ Erebidae.